# アリョーシャ!
『アリョーシャ!』（Алёша）は、近藤るるるによる日本の漫画作品。『ヤングキングアワーズ』（少年画報社）2010年7月号より2013年6月号まで連載。

## ストーリー
東欧の国からやってきた美少女留学生・アリョーシャの正体は暗殺者。しかし突然「暗殺者」としての使命を強制的に終了させられてしまい、知らない国・日本で「ただの女子高生」になってしまう。周囲の人物とも打ち解けるようになり徐々に「普通の暮らし」に染まっていく彼女であったが、暗殺者であるその存在を快く思わない人々によってこれまでとは逆に命を狙われるようになってしまう。

## 登場人物
アリョーシャ=スターリナ
主人公。東欧の大国「ソレシア連邦」から留学生として四葉高校にやってきた美少女。だがその正体はソレシアの属国「エストラキア共和国」の反政府特殊部隊「カラマーゾフ」に所属する暗殺者。コードネームはコールティク（кортик=短剣）。来日するソレシアのプーシュキン大統領の暗殺を企てていたが、これに連動して本国で起こす予定だったクーデター計画が頓挫。上官は暗殺計画の中止を伝えた上で「これからは暗殺者としてではなく、普通の女子高校生として生きろ」と命じて消息を絶った。
「暗殺者」としてストイックな生活を送っていた彼女は「普通の暮らし」をすべく、周囲の協力もあって徐々にこれになじんでいくが、エストラキア本国に新設された特殊部隊（カラマーゾフとは逆に、親政権派）によって命を狙われる。
武器全般を扱えるが、得意なのはコードネーム同様にナイフ。
名雪 未留（なゆき みる）
アリョーシャのクラスメイト。彼女の正体を知らないまま普通に友達として接しており、「普通の暮らし」を知らない彼女に日本の文化などを教えていく。家電メーカーを営む家の令嬢でもあり、放浪癖のある祖父とダンボールハウスで知り合ったアリョーシャをメイドとして雇用することとなった。
アリョーシャの命を狙う勢力からは誤解から「コールティク=未留」と勘違いされてしまい、度々命を狙われるがアリョーシャによって撃退されている。
ケイティ・リンドバーグ
アリョーシャ同様に留学生として四葉高校にやってきた。その正体はアメリアのFBIから派遣された捜査官で、目的は「日本に潜伏したコールティクを追う」ことであった。12歳でマサチューセッツ工科大学を卒業するなどの頭脳を持つ天才少女だが、日本のアニメ事情に詳しいおたく。クラスメイトとなったアリョーシャを怪しく思うが、ひょんなことから彼女とは仲良くなってしまう。
姉のジェーンはアメリカ海軍特殊戦グループ(Navy SEALs)に所属する軍人。近藤るるるの別作品『テラオ』に登場している。
浅利 龍之介（あさり りゅうのすけ）
アリョーシャのクラスメイト。アリョーシャとケイティが来るまでは成績が学年トップだった。アリョーシャに興味を持つようになる。父は政治家で兄は父の秘書。
六天 真矢（ろくてん まや）
名雪家に仕えるメイド長。仕事には厳しいが、アリョーシャのことを親身に思う心優しき女性。

百地 彦一（ももち ひこいち）、静（しずか）
名雪家に代々仕える忍者の一族の老夫婦。年老いてはいるが、腕は立つ。
ウラディスラフ=グレコフ
エストラキア共和国の特殊作戦部隊所属の大佐。アリョーシャの上官で、「普通の女子高校生として生きる」よう命じた人物。

## 用語
エストラキア共和国
ソレシア連邦の属国。かつてはその領土にあったが、旧体制の崩壊により独立を果たす。しかし地下資源が豊富なことから新体制ソレシアからの干渉・侵攻を受け、物語開始時には親ソレシア派が政権に付いている。アリョーシャが所属していた「カラマーゾフ」は反ソレシア派の行動部隊としてソレシア大統領を（アリョーシャによって）暗殺し、同時にクーデターを起こして「真の独立」を果たそうとしていた。
四葉高等学校（しようこうとうがっこう）
アリョーシャたちが通う私学・共学の高校。
アリョーシャがここに編入したのは「四葉高の校長がソレシアのプーシュキン大統領の知り合いで、来日時にはそこを訪問する」という情報を得たためで、その3ヵ月前に来日して準備を進めていた。なお大統領来訪時はアリョーシャが学校を代表して花束を渡す（と同時に暗殺を実行する）予定となっていた。

## 書籍情報
- 近藤るるる『アリョーシャ!』 少年画報社〈ヤングキングコミックス〉、全5巻
  1. 第1巻 2011年5月13日発行（同年4月30日発売） ISBN 978-4-7859-3596-2
  2. 第2巻 2011年12月13日発行（同年11月30日発売） ISBN 978-4-7859-3744-7
  3. 第3巻 2012年6月13日発行（同年5月30日発売） ISBN 978-4-7859-3849-9
  4. 第4巻 2012年12月13日発行（同年11月30日発売） ISBN 978-4-7859-3972-4
  5. 第5巻 2013年7月13日発行（同年6月29日発売） ISBN 978-4-7859-5073-6